# 代莫索镇区
代莫索镇区為緬甸克耶邦壘固縣的鎮區。2014年人口79,201人，區域面積1,209.4平方公里。該鎮區轄下161個村莊。代莫索為該鎮區首府。